# Joe Cuba
Gilberto Miguel Calderón Cardona, conocido artísticamente como Joe Cuba (Nueva York, 22 de abril de 1931 - Nueva York, 15 de febrero de 2009) fue un cantante y percusionista de jazz latino estadounidense, de origen puertorriqueño, que recibió el apelativo de "Padre del Boogaloo".[cita requerida]

## Biografía
Fue hijo del matrimonio de Miguel Calderón y Gloria Cardona, ambos puertorriqueños. Hasta los 15 años estudia educación secundaria en el instituto Cooper Junior High School, donde se destaca como deportista en el baloncesto y el béisbol. Sin embargo, sufre una fractura que le impide continuar destacando en los deportes. 
Aunque no tenía interés en la música, éste se le despierta tardíamente tras escuchar el tema "Abaniquito" tocado por la orquesta de su compatriota, el músico Tito Puente, así que abandona los estudios de secundaria y el deporte para dedicarse en lo sucesivo a la música. 

## Carrera musical
Tras aprender a tocar la conga gracias a los músicos Víctor Pantoja, Santos Miranda, Papi Torres y Wilfredo Vicente y convertirse en un reputado jugador de stickball, comenzó en 1950 tocando en un grupo llamado Alfarona X, procedente de Puerto Rico. 
En 1951, deja este grupo para tocar en la orquesta del músico Elmo García y después en la de Marcelino Guerra. Luego, el bajista Roy Rosa lo contrata para el grupo Quinteto de Joe Panamá, dirigido por el pianista de ascendencia panameña David Preudhomme quien adoptó el seudónimo que llevaba la agrupación. Pero el director se retira al estar en desacuerdo con la ausencia de temas latinos en el repertorio. El grupo debuta, después de varios cambios, con el nombre de Cha-Cha-Cha Boys. En 1954, a instancias del promotor artístico cubano, Catalino Rolón, se decide que este nombre cambie al de "Gilberto Calderón y su sexteto", pero este nombre no le gusta al dueño del salón Starlight y el promotor renombra al grupo como Joe Cuba y Su Sexteto, nombre que cambia a "Joe Cuba Sextet" en el ambiente estadounidense. Con este nombre debuta en el Stardust Ballroom.
En 1956, la agrupación es presentada en el único programa de variedades latino de un canal neoyorquino “El Show de Don Pessante”, actuación que se extiende por 18 semanas consecutivas. Este mismo año es contratado por el sello estadounidense Mardi-Gras con el que realiza su primer álbum LP titulado "I Tried to Dance All Night". En 1957, el músico Tito Rodríguez hace contacto con Gilberto Calderón, ahora apodado Joe Cuba para que contrate como cantante de la agrupación al cantante y percusionista puertorriqueño José Luis Feliciano Vega apodado Cheo Feliciano, quien debuta el 5 de octubre de ese año 1957, horas después de haber contraído matrimonio con Socorro de Feliciano. El contrato con el sello Mardi-Gras, se extiende hasta 1961, cuando el grupo es contratado por el sello estadounidense Embajador.[cita requerida]
En 1962, Joe Cuba y su grupo son contratados por Seeco Records y graban el álbum "Steppin' Out", con los cantantes Cheo Feliciano y Jimmy Sabater. La banda ganó popularidad entre la comunidad latina de Nueva York, en parte porque sus letras estaban escritas en lenguaje corriente y espanglish'. 
En 1965, logró su primer éxito de ventas con un tema que fusionaba la música cubana y el soul, llamado "El Pito (I'll Never Go Back to Georgia)". La parte cantada de "Never Go Back to Georgia" fue tomada de una introducción que el trompetista de jazz Dizzy Gillespie había hecho anteriormente para el tema "Manteca". También ese año, renuncia a Seeco Records y firma con Tico Records y mientras graba el álbum "We must be doing something right" (1966), Cheo Feliciano se separa del grupo por consumo de drogas. Feliciano después diría que sentía que no se le reconocía como artista, mientras estaba en la agrupación [cita requerida].
Junto a Ray Barretto y Richie Ray, Cuba fue una de las figuras más mediáticas del estilo latino de Nueva York de los años 1960, que utilizaba temas propios del R&B, con bases cubanas, dentro de lo que se llamó boogaloo. En 1966, su banda logró un éxito de ventas destacable, con el tema "Bang Bang". También logró el número 1 en el Billboard Hot 100, con la canción "Sock It To Me Baby". Charlie Palmieri, que había sido su director musical hasta ese momento, fallece en 1988. En 1976, se incorpora al sello Fania Records, sin embargo se margina del género musical de la salsa por lo que fue perdiendo arraigo y popularidad, aunque siguió activo en el mundo de la música.[cita requerida]

## Últimos años y fallecimiento
En abril de 1999, Joe Cuba fue incluido en la International Latin Music Hall of Fame. Fue también director del "Museum of La Salsa", situado en el Spanish Harlem, en Manhattan.
Joe Cuba murió en 2009, tras ser hospitalizado por una persistente infección bacteriana, y sus restos fueron cremados en el Cementerio Woodhaven.

## Discografía
La presente es una lista parcial de lo grabado por Joe Cuba con su sexteto. Aunque el catálogo de Seeco Records, empresa que lo contrató, hoy día es propiedad de la estadounidense Código Music no toda su obra original está disponible en formatos digitales. Los años de producción de los álbumes son estimados.

### Discografía Principal
| Año de publicación | Título                                                               | Discográfica                         |
| 1956               | Out Of This World                                                    | Mardi-Gras Records (EE. UU.)         |
| 1956               | I Tried to Dance All Night (to The Rhythm of Joe Cuba and Orchestra) | Mardi-Gras Records (EE. UU.)         |
| 1959               | Brava Pachanga                                                       | Discos Embajador (EE. UU.)           |
| 1961               | Merengue Loco                                                        | Discos Embajador (EE. UU.)           |
| 1962               | Steppin' Out                                                         | Seeco Records (EE. UU.)              |
| 1963               | Hangin’ Out / Vagabundeando                                          | Tico Records (EE. UU.)               |
| 1964               | Cha cha cha’s to soothe the savage beast                             | Mardi-Gras Records (EE. UU.)         |
| 1964               | Diggin' The Most                                                     | Seeco Records (EE. UU.)              |
| 1964               | El Alma del Barrio / The Soul of Spanish Harlem                      | Seeco Records (EE. UU.)              |
| 1965               | Red Hot and Cha Cha                                                  | Mardi-Gras Records (EE. UU.)         |
| 1965               | Comin' at you                                                        | Seeco Records (EE. UU.)              |
| 1965               | Bailadores                                                           | Seeco Records (EE. UU.)              |
| 1966               | We Must Be Doing Something Right                                     | Seeco Records (EE. UU.)              |
| 1966               | Wanted Dead Or Alive                                                 | Seeco Records (EE. UU.)              |
| 1967               | Breaking out!                                                        | Seeco Records (EE. UU.)              |
| 1967               | Joe Cuba presents the velvet voice of Jimmy Sabater                  | Seeco Records (EE. UU.)              |
| 1967               | My Man Speedy                                                        | Tico Records (EE. UU.)               |
| 1971               | Recuerdos de mi querido barrio                                       | Tico Records (EE. UU.)               |
| 1972               | Bustin' Out                                                          | Tico Records (EE. UU.)               |
| 1973               | Hecho y Derecho                                                      | Tico Records (EE. UU.)               |
| 1976               | Cocinando La Salsa                                                   | Fania Records-Tico Records (EE. UU.) |
| 1979               | El Pirata Del Caribe / The Caribbean Pirate                          | Tico Records (EE. UU.)               |
| 1995               | Steppin Out... Again!                                                | Envidia Records (EE. UU.)            |

### Recopilaciones y Reediciones
| Año de publicación | Título                                                               | Discográfica                         |
| 1970               | Lo Mejor de Joe Cuba                                                 | Tico Records (EE. UU.)               |
| 1991               | La Salsa de Joe Cuba                                                 | Discos Fuentes (Colombia)            |
| 1999               | Salsa y Bembé                                                        | Charly Records (EE. UU.)             |
| 2002               | Beginning Rituals                                                    | Universal Music Latino (EE. UU.)     |
| 2003               | Bustin' Out                                                          | Vampisoul Records (España)           |
| 2005               | Doing it right                                                       | Get Back Records (EE. UU.)           |
| 2008               | Cocinando La Salsa                                                   | Fania Records-Código Music (EE. UU.) |
| 2010               | Steppin' Out                                                         | Fania Records-Código Music (EE. UU.) |
| 2010               | El Alcalde del Barrio                                                | Fania Records-Código Music (EE. UU.) |
| 2010               | Wanted Dead Or Alive                                                 | Fania Records-Código Music (EE. UU.) |
| 2010               | Greatests Hits                                                       | Fania Records-Código Music (EE. UU.) |
| 2010               | I Tried to Dance All Night (to The Rhythm of Joe Cuba and Orchestra) | Fania Records-Código Music (EE. UU.) |
| 2010               | Wanted Dead Or Alive                                                 | Fania Records-Código Music (EE. UU.) |
| 2010               | Steppin' Out... Again!                                               | Fania Records-Código Music (EE. UU.) |